# Tumi Jaya
Tumi Jaya is een bestuurslaag in het regentschap Ogan Komering Ulu van de provincie Zuid-Sumatra, Indonesië. Tumi Jaya telt 1561 inwoners (volkstelling 2010).